# Orange Walk Town
Koordinaten: 18° 5′ N, 88° 33′ W

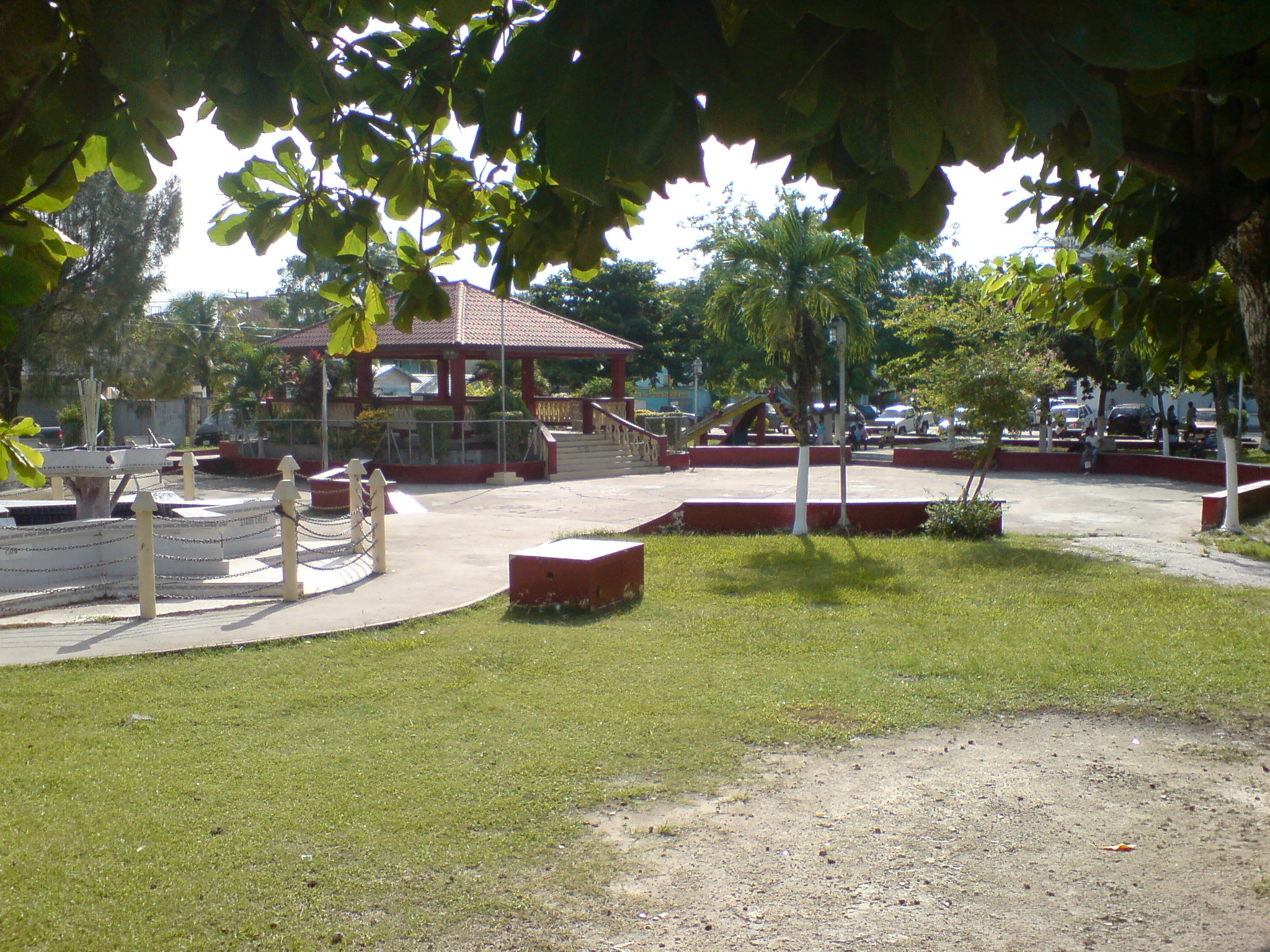
Platz im Zentrum von Orange Walk Town

Orange Walk Town ist die Hauptstadt des Distrikts Orange Walk in Belize, Mittelamerika. Sie liegt 106 km nördlich von Belize City und 50 km südlich von Corozal am linken Ufer des New River.

## Bevölkerung
Orange Walk Town hatte im Jahre 2022– so das Ergebnis der Volkszählung – 14.553 Einwohner. In der Stadt leben Mestizen, Kreolen, Mennoniten, Chinesen, Taiwaner, Inder und Zuwanderer aus anderen Ländern Mittelamerikas.

## Geschichte
Vor der Ankunft der europäischen Siedler war die Region über lange Zeit von den Maya bewohnt, die an den Ufern des New River ein Handelszentrum für den Warenverkehr auf dem Fluss aufgebaut hatten, das unter dem Namen Holpatin bekannt war. Die Besiedlung der Region durch die Maya reicht zurück bis in die Zeit um 1200 v. Chr.
Um 1530 ließen sich die ersten europäischen Siedler in der Region nieder; Holzfäller, auf der Suche nach dem damals begehrten Blauholz, das sie über den Fluss an die Küste zum Weitertransport nach Europa schwemmten. Nach einer gerne erzählten Geschichte, die allerdings historisch nicht verbürgt ist und somit zur lokalen Folklore gehört, erbauten die ersten Siedler eine Kirche und bepflanzten den Kirchenweg zu beiden Seiten mit Orangenbäumen. Auf diese Weise wurde der neu entstehende Ort bekannt als Orange Walk.
Die Holzfäller sorgten nur für eine kurze wirtschaftliche Blüte des Ortes. Erst 1848, mit der durch den Krieg der Kasten ausgelösten Flucht weiter Bevölkerungsteile von der Halbinsel Yucatán nach Belize, wurde das Land nachhaltig besiedelt. Die neuen Siedler brachten, neben der spanischen Sprache, auch das Zuckerrohr nach Orange Walk, das die Wirtschaft der Region in der Folgezeit erheblich beeinflusste.
In der zweiten Hälfte des 19. Jahrhunderts war Orange Walk eine Garnison britischer Kolonialtruppen. Am 31. August 1872 scheiterte ein Angriff einer Gruppe aufständischer Mayas unter Führung von Marcos Canul gegen Orange Walk Town. Dabei wurde Canul schwer verwundet, er starb tags darauf. Damit endete der bewaffnete Widerstand der Mayas gegen die britische Herrschaft.

## Wirtschaft
Orange Walk Town ist das Zentrum des Zuckerrohranbaus in Belize, weshalb die Stadt den Beinamen Sugar City trägt und deren Bewohner gelegentlich Citizen Cane genannt werden. Die gesamte Zuckerrohrproduktion des Landes wird in der Tower Hill Sugar Refinery verarbeitet. Die 5 km vor der Stadt gelegene Cuello's Distillery destilliert aus dem Rohprodukt Rum. Dank der Zuckerkonjunktur hatte Orange Walk Town im Jahre 1990 die niedrigste Armenquote unter allen Städten und Distrikten des Landes.
Um die Zuckerrohrmonokultur aufzubrechen, werden seit Jahren erhebliche Anstrengungen unternommen, die Landwirtschaft zu diversifizieren. Die Zitrusproduktion, Rinderzucht und Milchwirtschaft ergänzen mittlerweile die Produktpalette.
Zunehmend wichtiger wird der Tourismus als neuer Wirtschaftszweig der Stadt und des Distrikts. Zwar bietet die Stadt selber keine einzigartigen touristischen Attraktionen, verfügt aber über ein solide, mittelständische touristische Infrastruktur (Hotels, Restaurants, Diskotheken, Tour-Operator, Touristeninformation) und eignet sich daher als Ausgangspunkt für Exkursionen zu den nahegelegenen Maya-Ruinen. Dazu gehören die ältesten Maya-Ruinen des Landes, die Ruinen von Cuello, ebenso wie die Ruinen von Lamanai am Ufer des New River oder die Río Bravo Conservation Area im Westen des Distrikts.

## Persönlichkeiten
- Johnny Briceño (* 1960), Politiker und Unternehmer